# 富士宮市消防本部
富士宮市消防本部（ふじのみやししょうぼうほんぶ）は、静岡県富士宮市全域を管轄する消防本部である。
2015年9月に富士市・富士宮市共同指令センターが運用開始となり、それに合わせてデジタル無線化となった。

## 組織
- 本部-管理課、警防課、予防課
  - 消防署

## 配置車両
- 水槽付き消防ポンプ車：8台
- 救助工作車：2台
- 救急車：7台
- 指揮車：3台
- 梯子車：1台
- 大型水槽車：1台
- 資機材搬送車：1台
- 指令車：1台
- 山岳救助車：1台

## 消防署
| 消防署     | 住所        | 分署                                      |
| ---------- | ----------- | ----------------------------------------- |
| 中央消防署 | 源道寺町5-1 | 芝川：長貫（ながぬき）756-1 東：粟倉334-1 |
| 西消防署   | 宮原1-22    | 北：上井出890-1 上野：下条140-3           |